# Senni zwycięzcy
Senni zwycięzcy – powieść fantastycznonaukowa, debiut powieściowy polskiego pisarza Marka Oramusa, wydana przez Spółdzielnię Wydawniczą „Czytelnik” w 1983 r. w serii „Z kosmonautą”. 
Książka należy do gatunku fantastyki socjologicznej. Książka została napisana w latach 1976-1978, lecz wydana dopiero cztery lata później. 

## Opis fabuły
W kierunku Ziemi leci od lat olbrzymi statek-arka o nazwie „Dziesięciornica”. Społeczeństwo mieszkające na statku jest w stanie rozkładu, stale wybuchają tam rozruchy i bunty, popełniane są gwałty i morderstwa. Sytuację sztucznie zaognia, nasłana z Ziemi, działająca w ukryciu grupa osób o zdolnościach ponadnormalnych, zwanych Dwukolorowymi. Ich celem nie jest jednak opanowanie statku, lecz zdobycie jak największej widowni na Ziemi. Ponieważ wszystko co dzieje się na „Dziesięciornicy” jest tam transmitowane na żywo, a społeczność jest w rzeczywistości obiektem manipulacji socjotechnicznych. Bohaterem jest garbaty i zakompleksiony Deogracias, również obdarzony pewnymi mocami. 

## Odbiór
Maciej Parowski zrecenzował książkę dla "Fantastyki" (1/83). Określa książkę jako „bogatą, bujną i gwałtowną, obfitującą w drastyczne sceny”. Krytyk pisze, że autor czerpał natchnienie z utworów Briana Aldissa, Philipa Dicka czy Stanisława Lema, doprawiając to chandlerowskim czarnym humorem. Sugeruje też, że gdyby powieść ukazała się zaraz po ukończeniu, byłaby dziełem na miarę Robota Wiśniewskiego-Snerga. Parowski uważa, że powieść jest „przesłaniem – protestem przeciw manipulacji”, pisanej „na paliwie politycznym” (jak utwory Zajdla), ale której nie należy czytać jako utwór realistyczny, lecz jako alegorię „w poetyce upiornego snu”, podobnie jak np. utwory Dicka.
Antoni Smuszkiewicz i Andrzej Niewiadowski oceniają powieść jako „wielopłaszczyznową, [gdzie] tematykę socjologiczną uzupełniają odwołania kulturowe, parafrazy mitów, motywów literackich”. Smuszkiewicz dodatkowo ocenia, że powieść jest „wielką metaforą ziemskiego społeczeństwa” pokazaną przez pisarza z „niepospolitym talentem”.
Maria Bartus pisze, że powieść Oramusa jest jednocześnie „science fiction, powieścią grozy i sensacji, traktatem filozoficznym, a przede wszystkim realistycznym obrazem świata zagrożonego”. Konstatując, że „powieść (..) nie spodoba się może tym, którzy szukają w niej wyłącznie łatwej rozrywki i oczywistych point” ocenia, że autor „wykorzystuje bowiem formy powieści sf dla analizy sytuacji społecznego kryzysu, dla przekazania głębokiej prawdy o człowieku”.